# Mülasza

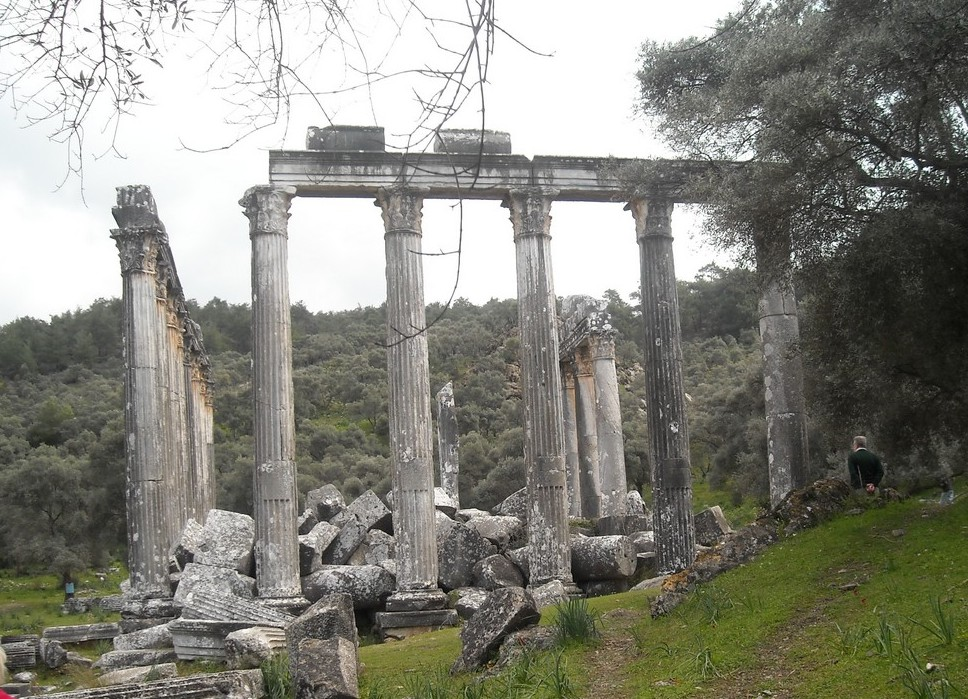
A Zeusz-templom maradványai

Mülasza (ógörög Μύλασα, latin Mylasa, Hérodotosznál és Polübiosznál Mulassa, ma törökül Milas) ókori város a kis-ázsiai Káriában, a királyok székvárosa volt Mauszóloszig. 

## Története
A város az i. e. 7–4. században Kária központja, fővárosa volt. A várost híres görög építészek és szobrászok alkotásai gazdagították. Épületeinek nyomai itt-ott még ma is felfedezhetők. 
A meredek sziklafal aljába épült város építéséhez felhasználták a város melletti sziklafal szolgáltatta fehér márványt, ebből épült Zeusz messziről feltűnő temploma is.
A mai város északi részén látható az egykori városfal maradványa az úgynevezett baltás kapuval, mely nevét arról kapta, hogy az íves felsőrészű kőkapu külső oldalán a zárókövet egy duplafejű balta képe díszíti. 
A falmaradványok az i. e. 2. századból származnak. A hozzáépített római kori vízvezeték maradványai pedig az i. sz. u. 2. századból valók.